# Antonio Maria Galli
Antonio Maria Galli (18 de outubro de 1553 - 30 de março de 1620) foi um cardeal italiano, decano do Colégio dos Cardeais e bispo de Osimo.

## Biografia
Sua família era tradicional na região. Admitido na família do cardeal Felice Peretti Montalto, se tornou seu coppiere e mais tarde seu secretário e tesoureiro privado. Uma vez eleito para o pontificado, o Papa Sisto V o nomeou Scalco ou superintendente do refeitório papal.

## Episcopado
Foi eleito bispo de Perugia em 5 de novembro de 1586, sendo consagrado em 11 de novembro, na Capela Sistina, pelo cardeal Giovanni Battista Castrucci, assistido por Pietro Lonelli, bispo de Gaeta, e por Antonio Meliori, bispo de San Marco.

## Cardinalato
Em 16 de novembro de 1586, foi criado cardeal pelo Papa Sisto V, recebendo o barrete cardinalício e o título de cardeal-presbítero de Santa Inês em Agonia em 14 de janeiro de 1587. Em 19 de julho de 1591, é transferido para a Sé de Osimo, com a denominação de cardeal Perusinensis. Passou ao título de Santa Praxedes, em 30 de agosto de 1600.
Passou para a ordem dos cardeais-bispos e assume a suburbicária de Frascati, em 1 de junho de 1605. Passou para a suburbicária de Palestrina, em 28 de maio de 1608. Passa para a suburbicária de Porto e Santa Rufina, em 17 de agosto de 1611. Em 16 de setembro de 1615, torna-se decano do Colégio dos Cardeais e passa para a suburbicária de Óstia e Velletri.

## Conclaves
- Conclave de setembro de 1590 - participou da eleição do Papa Urbano VII.
- Conclave do outono de 1590 - participou da eleição do Papa Gregório XIV.
- Conclave de 1591 - participou da eleição do Papa Inocêncio IX.
- Conclave de 1592 - participou da eleição do Papa Clemente VIII.
- Conclave de março de 1605 - participou da eleição do Papa Leão XI.
- Conclave de maio de 1605 - participou da eleição do Papa Paulo V.